# Синдром предков
Синдром предков —  термин и понятие, использованный французским психологом, доктором психологических наук, профессором Анн Шутценбергер как обозначение научного обоснование влияния событий жизни предков на жизнь последующих поколений семьи В психотерапии рассматривается как модель трансгенерационной передачи семейных сценариев. Социально-исторические факторы, формирующие синдром предков, рассматриваются в позитивной психотерапии. Применительно к психопатологии используется в поиске влияний травматичных событий жизни предков на формирование психологической и психиатрической проблематики.
Синдром предков получил обоснование в изучении семейных сценариев, сформированных трагичными событиями геноцида еврейского населения в Европе в середине XX века. Сформированные психопатологические паттерны имеют стойкую наследственную передачу в поколениях.